# Lilly Wust
Elisabeth «Lilly» Wust  (Berlín, 1 de noviembre de 1913 - ibídem, 31 de marzo de 2006), de nombre de soltera Elisabeth Kappler, fue una ama de casa alemana y merecedora de la Orden del Mérito de la República Federal de Alemania y del título Justo entre las Naciones.
Wust es conocida por ser una de las protagonistas del libro Aimée & Jaguar de Erica Fischer, que cuenta la historia de amor entre Wust y Felice Schragenheim, una judía de la resistencia, durante el régimen nazi, usando como base los recuerdos de Wust y relatos de testigos contemporáneos, y de la película del mismo nombre, Aimée y Jaguar. En innumerables páginas de Internet se colocan al mismo nivel el libro y la película, lo que no es correcto, ya que el libro pretende documentar la historia de forma crítica y reflexionando, con sus entrevistas, cartas, fotos y otros documentos; en cambio, la película sólo tiene carácter pseudodocumental, en el que algunas escenas se alejan de los hechos. El título del libro y de la película citan los nombres que se daban las enamoradas, así Lilly era «Aimée» y Felice era «Jaguar».

## Vida
Como madre de cuatro hijos y simpatizante del nazismo, Wust se enamoró en 1942 de la judía Felice Schragenheim, que se trasladó a vivir con Wust cuatro meses después. Wust se divorció de su marido poco después. Las dos mujeres solo convivieron poco más de un año, hasta el 21 de agosto de 1944, día en el que Schragenheim fue detenida por la Gestapo. Wust fue interrogada y amenazada con deportación a un campo de concentración, pero como portadora de la Ehrenkreuz der Deutschen Mutter («Orden de Honor a la Madre Alemana»), finalmente no fue castigada. Su amor por Schragenheim siguió tras la detención, lo que demuestran numerosas cartas de amor. Wust trató de abastecer como podía a Schragenheim con ropa y comida, aunque algunos de los envíos se perdieron. 
Tras varios traslados entre campos de concentración, Wust buscó largamente el paradero de Schragenheim. Posiblemente Felice Schragenheim ya había fallecido, posiblemente en una marcha de la muerte del campo de concentración de Gross-Rosen al de Bergen-Belsen, y fue enterrada de forma anónima. El 14 de febrero de 1948, Felice Schragenheim fue declarada como fallecida por el juzgado de Berlin-Charlottenburg, que colocó pro forma la fecha de fallecimiento el 31 de diciembre de 1944.
Según se puede leer en su diario y a juzgar por intento de suicidio, Elisabeth Wust estaba quebrada interiormente desde que le llegó la noticia de la muerte de Felice Schragenheim. Empobrecida y con cuatro hijos, se casó en 1950 por segunda vez, sin que amase a su esposo, al que describía como poco atractivo y poco simpático. Su marido se reveló como un hombre autoritario y violento. Durante su matrimonio trató de quitarse la vida de nuevo. Un año después de la boda, el matrimonio acabó en divorcio.
Elisabeth Wust recibió en 1981 la Orden del Mérito de la República Federal de Alemania, ya que, aparte de Schragenheim, Wust había escondido a otras tres mujeres judías en su vivienda hasta finales de la Guerra. Tras su condecoración, Wust sufrió el desprecio de su entorno social y su puerta fue ensuciada con estiércol. Como consecuencia de ese terror psicológico de carácter antisemita, Wust se retiró a su esfera privada cada vez más.

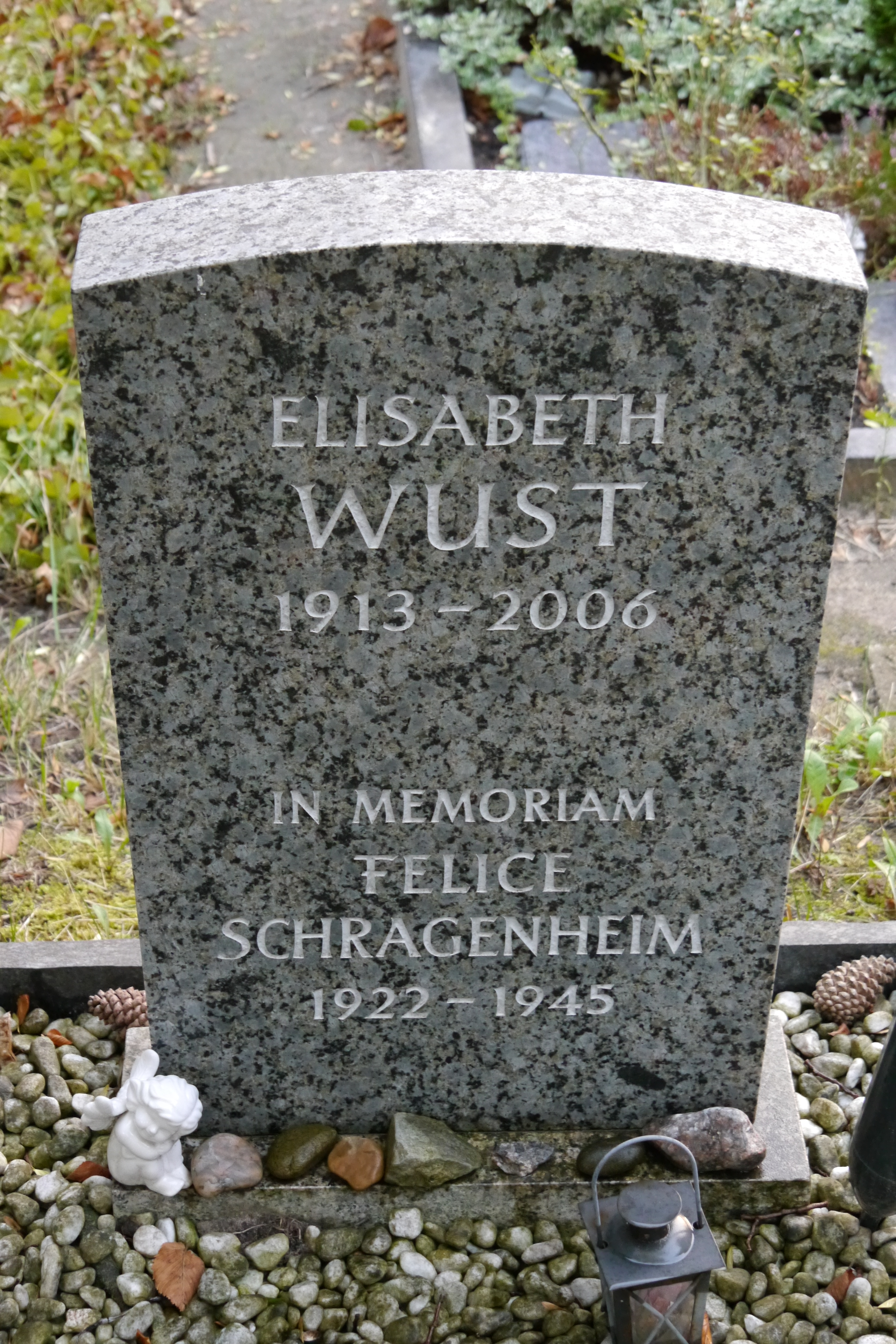
Tumba de Elisabeth Wust en el cementerio de Dorfkirche Giesensdorf en Berlín.

## Últimos años yAimée y Jaguar
Con casi 80 años, Wust se entrevistó con la autora Erica Fischer y le relató su historia. De largas y tendidas conversaciones, cartas conservadas y poemas, así como investigación propia, aparecía en 1994 el libro Aimée & Jaguar, que sirvió de idea para la película del mismo nombre de 1998, Aimée y Jaguar, que se estrenó en 1999 en la Berlinale. Tras su aparición en el programa Boulevard Bio en 1994 , así como en el documental Das kurze Glück zum langen Traum (1994), la historia de Wust llegó a ser conocida también entre el público alemán de televisión.
En 1999 fue nombrada Justa entre las Naciones.
Wust se sentía especialmente unida a su hijo Eberhard, convertido al judaísmo y que desde 1961 vivía en Israel. Solamente cuando lo visitaba volvía a sentir la ilusión de vivir y se sentía entre sus iguales. Así lo relata de octogenaria en el libro. Era su deseo que tras su muerte todos los documentos de su época con Schragenheim, que conservaba en dos maletas, fueran llevados a Israel, a la casa de su hijo. Más tarde decidió dejar las dos maletas, además de sus diarios personales, al Museo Judío de Berlín, lo que Eberhard realizó tras su muerte. Desde entonces, allí se pueden ver los documentos dentro de la exposición permanente.
En 2008, dos años después de la muerte de Lilly Wust y catorce años después de la aparición del libro, una amiga de Felice Schragenheim de la época, Elenai Predski-Kramer, decidió hablar. Criticó la representación de los hechos que daba el libro y mencionó sus sospechas de que fuera la misma Wust quien delatase a Schragenheim a la Gestapo por avaricia. Fundamentó sus sospechas con el hecho de que Schragenheim hubiese firmado un certificado de donación a favor de Wust sólo tres semanas antes de su arresto y de que la Gestapo tenía en su poder una foto de la que sólo existían tres copias, de las que una estaba en posesión de Wust. Wust, por su parte, había entregado copias, tanto del certificado de donación realizado de forma preventiva, como de la foto mencionada, para la realización del libro de Fischer. Las acusaciones nunca llegaron a concretarse más.
La tumba de Elisabeth Wust se encuentra en el cementerio de Dorfkirche Giesensdorf en Berlín.